# بیمان بنگلادش ایرلاینز
بیمان بنگلادش ایرلاینز (به انگلیسی: Biman Bangladesh Airlines) یک شرکت هواپیمایی با کد یاتا BG است که در تاریخ ۴ ژانویه ۱۹۷۲ میلادی تأسیس شده و در تاریخ ۴ فوریه ۱۹۷۲ فعالیتش را آغاز کرده‌است. دفتر مرکزی بیمان بنگلادش ایرلاینز در داکا، بنگلادش واقع شده‌است و قطب این شرکت هواپیمایی در فرودگاه بین‌المللی شاه‌جلال قرار دارد و به ۲۱ مقصد، پرواز مستقیم انجام می‌دهد.